# Atopochilus
Atopochilus là một chi cá da trơn trong họ Mochokidae bản địa của châu Phi, chúng đều có môi trề để sục bùn, chúng có chiều dài trung bình từ 6.0–14.1 centimetres (2.4–5.6 in).

## Các loài
Hiện hành có 07 loài được ghi nhận trong chi này:
- Atopochilus chabanaudi Pellegrin, 1938
- Atopochilus christyi Boulenger, 1920
- Atopochilus macrocephalus Boulenger, 1906
- Atopochilus mandevillei Poll, 1959
- Atopochilus pachychilus Pellegrin, 1924
- Atopochilus savorgnani Sauvage, 1879
- Atopochilus vogti Pellegrin, 1922